# Karl XIII:s staty

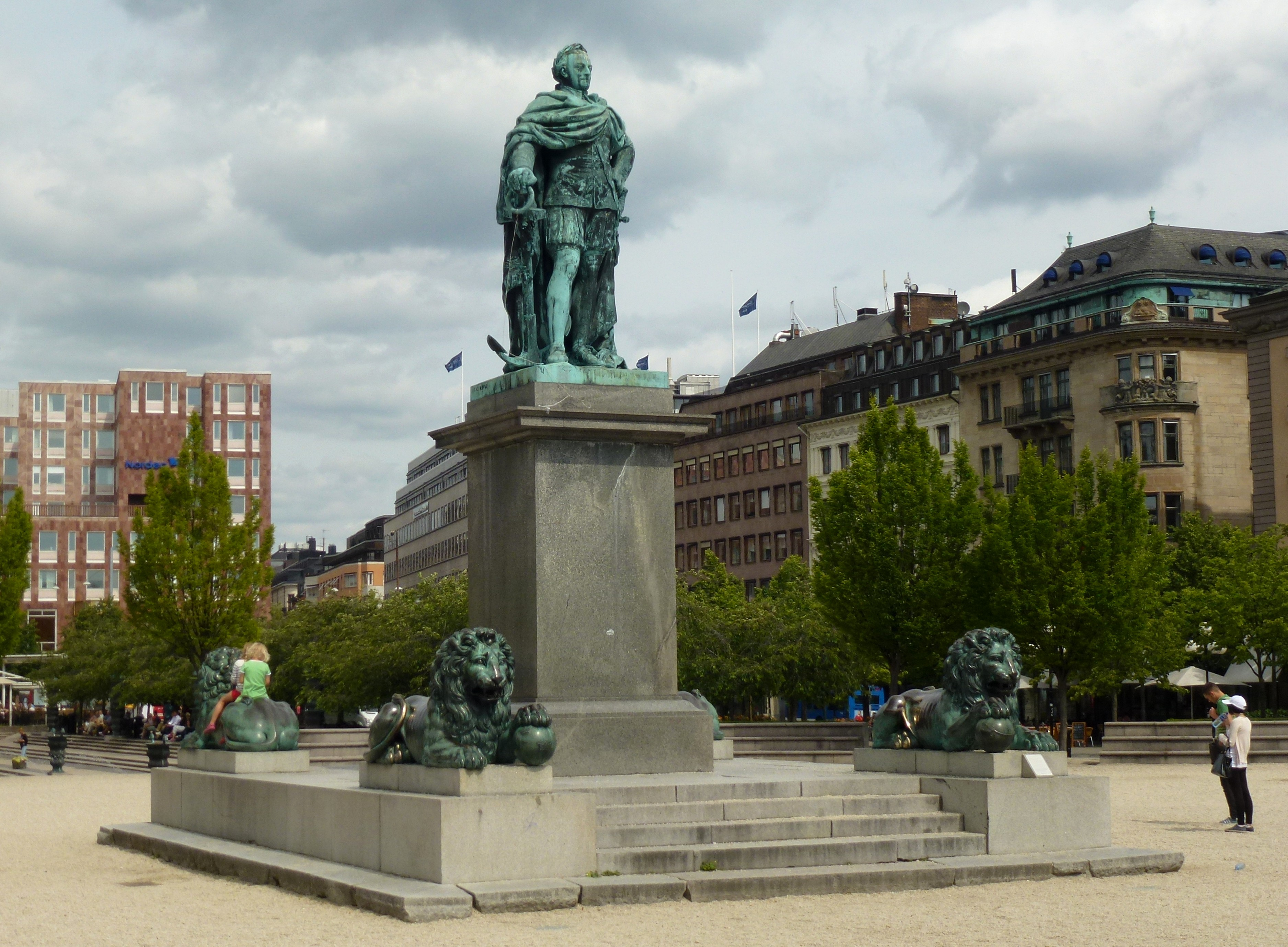
Karl XIII:s staty står mitt i Kungsträdgården omgiven av fyra lejon. Statyn är utförd av Erik Gustaf Göthe.

Karl XIII:s staty står i Kungsträdgården i Stockholm. Den är utförd av Erik Gustaf Göthe och restes den 5 november 1821 som ett monument över kung Karl XIII. Den tillkom på uppdrag av Karl XIV Johan, samt på dennes bekostnad. Karl XIV Johan var Karl XIII:s adoptivbarn och det var just till årsdagen av adoptionen som statyn avtäcktes. Statyn förvaltas av Statens fastighetsverk.

## Utseende

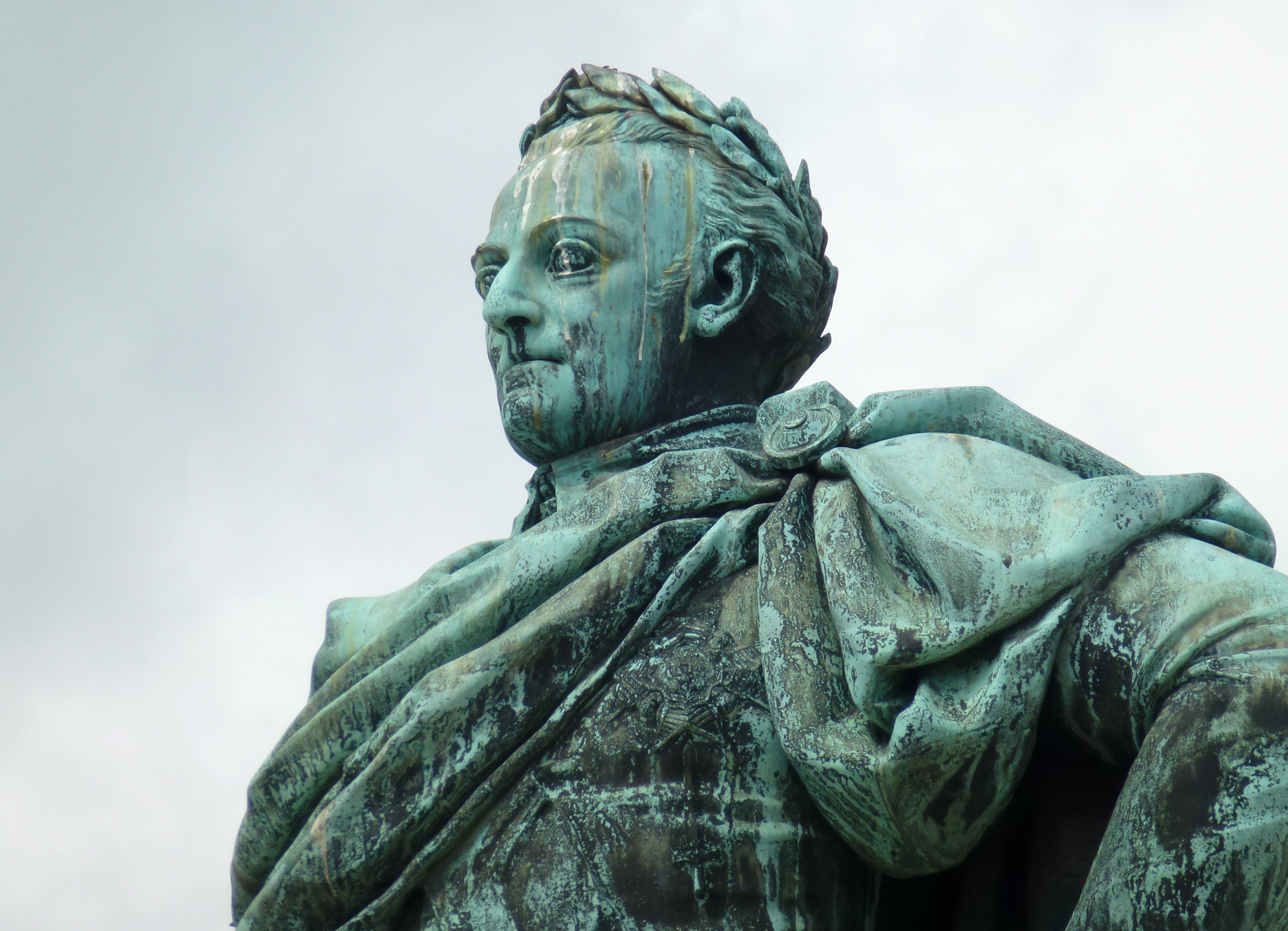
Karl XIII:s staty, närbild av huvudet, där han bär en lagerkrans, som är en segersymbol.

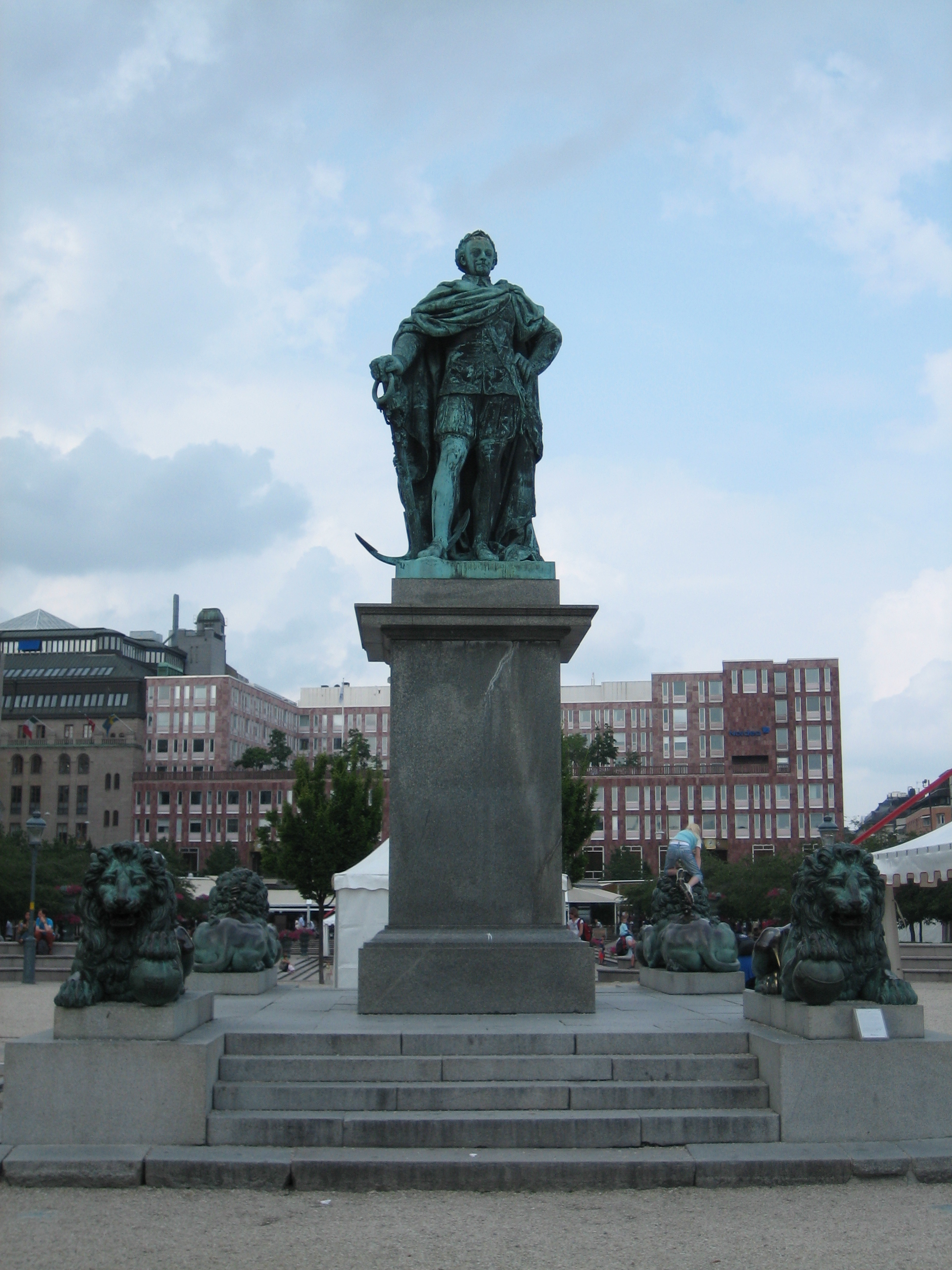
Karl XIII står med högra armen vilande mot ett ankare. Det syftar på hans sjömilitära förflutna. De omgivande fyra lejonen, som vardera med en tass håller ett klot, är skapade av Bengt Erland Fogelberg.

Statyn och de omgivande lejonen är gjutna i brons av bronsgjuteriet Carbonneau i Paris  och visar kung Karl XIII stående med högra armen vilande mot ett ankare, vilket syftar på hans sjömilitära förflutna, och han blev redan som barn utnämnd till Sveriges storamiral. Karl XIII bär svensk dräkt, samt har en mantel uppfäst vid vänstra axeln. På bröstet bär han kraschan för Serafimerorden samt för Riddare med stora korset av Svärdsorden. På huvudet bär han en lagerkrans, vilket är en segersymbol.
Statyn står på en piedestal, som från början var av svart marmor. Piedestalen står på en sockel i granit utformat som trappsteg, med fyra plintar ävensom av granit i hörnen, på vilka vilar fyra lejon. Dessa är skapade av Bengt Erland Fogelberg och sattes upp 1824. Lejonen symboliserar kunglig makt. Vardera lejonet håller med en tass ett klot, varav två bär Sveriges tre kronor och de två andra Norges stridsyxa, eftersom Karl XIII regerade över båda länderna (Förenade Konungarikena Sverige och Norge) från 1814 till sin död 1818. Till att börja med fanns en vakt på plats för att hindra barnen från att rida på lejonen.

## Avtäckningen den 5 november 1821[4]

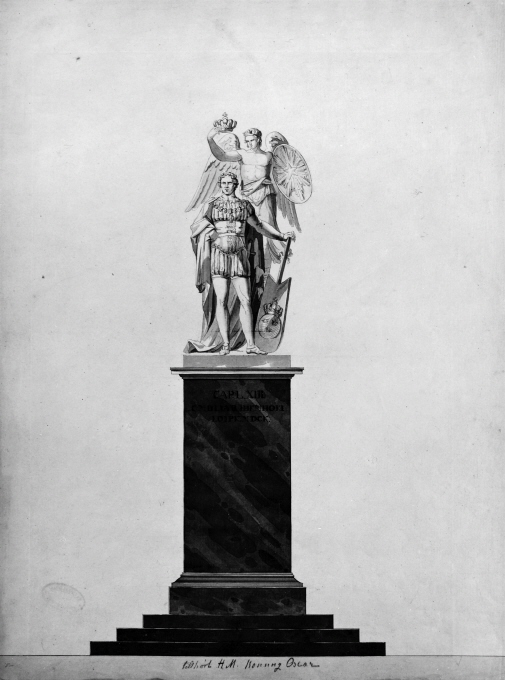
Förslagsskiss till statyn av Erik Gustaf Göthe, ca 1820.

Karl XIV Johan hade redan före invigningen särskilt inbjudit prinsessan Sophia Albertina som var Karl XIII:s syster, och åt henne iordningställt en egen läktare vid statyn. Kungen bjöd även in den diplomatiska kåren som fick en egen läktare bredvid prinsessans. Det Svenska statsrådet och det Norska statsrådet med sina respektive statssekreterare samlades före avtäckningen på slottet, där man tackade Kungen för hans gåva. Man sade bland annat;
| ” | ...Den årsfest Eders Maj:t walt att till odödligheten inwiga detta minne, stämplar på ett lika ädelt sätt Eders Kongl. Maj:ts hierta, som det uppenbarar dess behof, att med dess egen erkänsla äfwen förena deras, som, skyddade under CARL XIII:s spira, i honom wörda en, med Eders Kongl. Maj:t gemensam Fader. | „ |

Kungen svarade på detta med att han var tacksam för statsrådets mening, och att han var skyldig Karl XIII mycket, samtidigt som han kunde hjälpa honom i hans ålderdom. Han avslutade med:
| ” | ...Redan i flera år, skörde Wi fruckterna af hwad CARL XIII gjort för Fäderneslandet, och minnet af hans utmärkta förtjenster skall lefwa längre än den stod, som Jag i dag åt honom uppreser. | „ |

Därefter begav sig alla, utom konungen, till statyn och vid denna samlades nu en stor del av det officiella Sverige; Rikets herrar, Serafimerriddarna, statsråden, justitieråden, justitiekanslern, justitieombudsmannen, militärer, hovfunktionärer, kommendörer av de Kungliga ordnarna, Riddarna av Carl XIII:s orden, Stockholms magistrat och Femtio äldste. Alla var samlade vid statyn före klockan 12.
16 livdrabanter och en officer utgjorde vakt kring statyn. Samtidigt som Överkommendanten i Stockholm ställde upp alla de trupper som skulle närvara. När allt var klart skickade kronprinsen Oscar rapport till Karl XIV Johan. Kungen begav sig då till häst med sin uppvaktning till statyn, där han stannade framför denna. Riksmarskalk Hans Henric von Essen gav order att statyn skulle avtäckas, varvid kungen hälsade denna med sin värja, trupperna Skyldrade gevär samtidigt som trumpetare blåste fanfar.
Salut avgavs med 128 skott, från ett batteri uppställt bakom Operan, och denna besvarades av fartygen på Strömmen och av batterierna på Skeppsholmen. Infanteriet avgav salvor bataljonsvis. Kungen steg sedan av hästen och ställde sig tillsammans med sin uppvaktning, statsråden och rikets herrar vid statyn. Därefter paraderade samtliga trupper förbi statyn och kungen. Då detta var över, steg kungen åter till häst och red tillbaka till slottet.

## Karl XIII:s torg
Genom ett Kungligt brev av Karl XIV Johan den 26 mars 1822 döptes hela Kungsträdgården om till Carl XIII:s torg.

## Folkhumor
Även Karl XII står staty i Kungsträdgården på Karl XII:s torg. Då Karl XII är inringad av fyra mörsare som kan misstas för fyra krukor gjorde en stockholmsskildrare i början av 1900-talet gällande att de två statyerna enligt folkhumorn i ena fallet avbildade ett lejon omgivet av krukor, i det andra en kruka omgiven av lejon.
Statyn kritiserades hårt av samtiden och ansågs dum och menlös, vilket man också menade att den avbildade hade varit. Karl XIII var inte särskilt populär och då Karl XIV Johan gjorde om den tidigare grönskande Kungsträdgården till en öppen grusplan med Karl XIII:s staty i mitten sa folk om statyn: Det är en trädgårdsmästare utan trädgård, liksom det var en kung utan ära.

## Lejonen

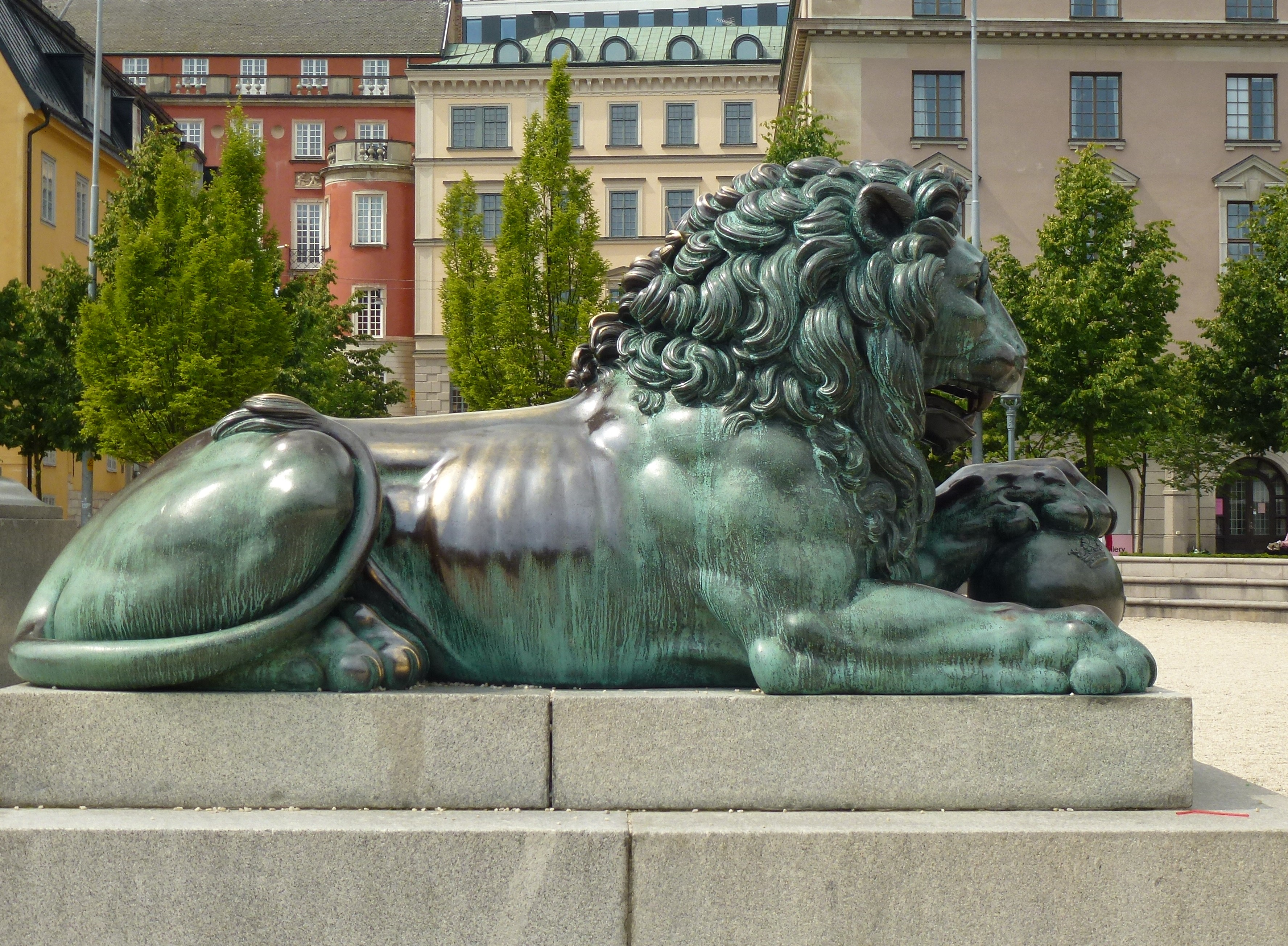
Det nordöstra lejonet med en tass på ett klot, som bär Sveriges tre kronor.
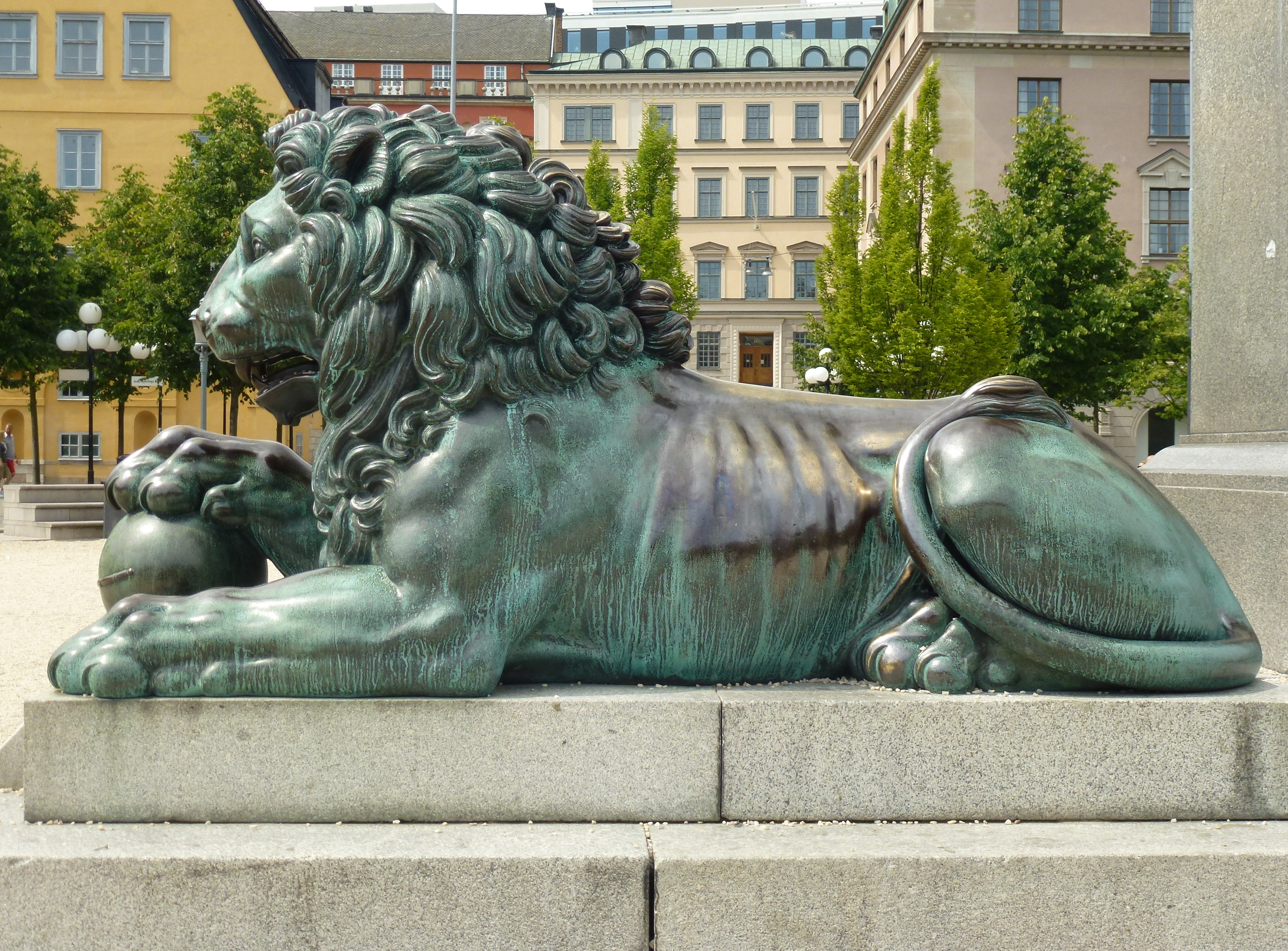
Det sydöstra lejonet med en tass på ett klot, som bär Norges stridsyxa.
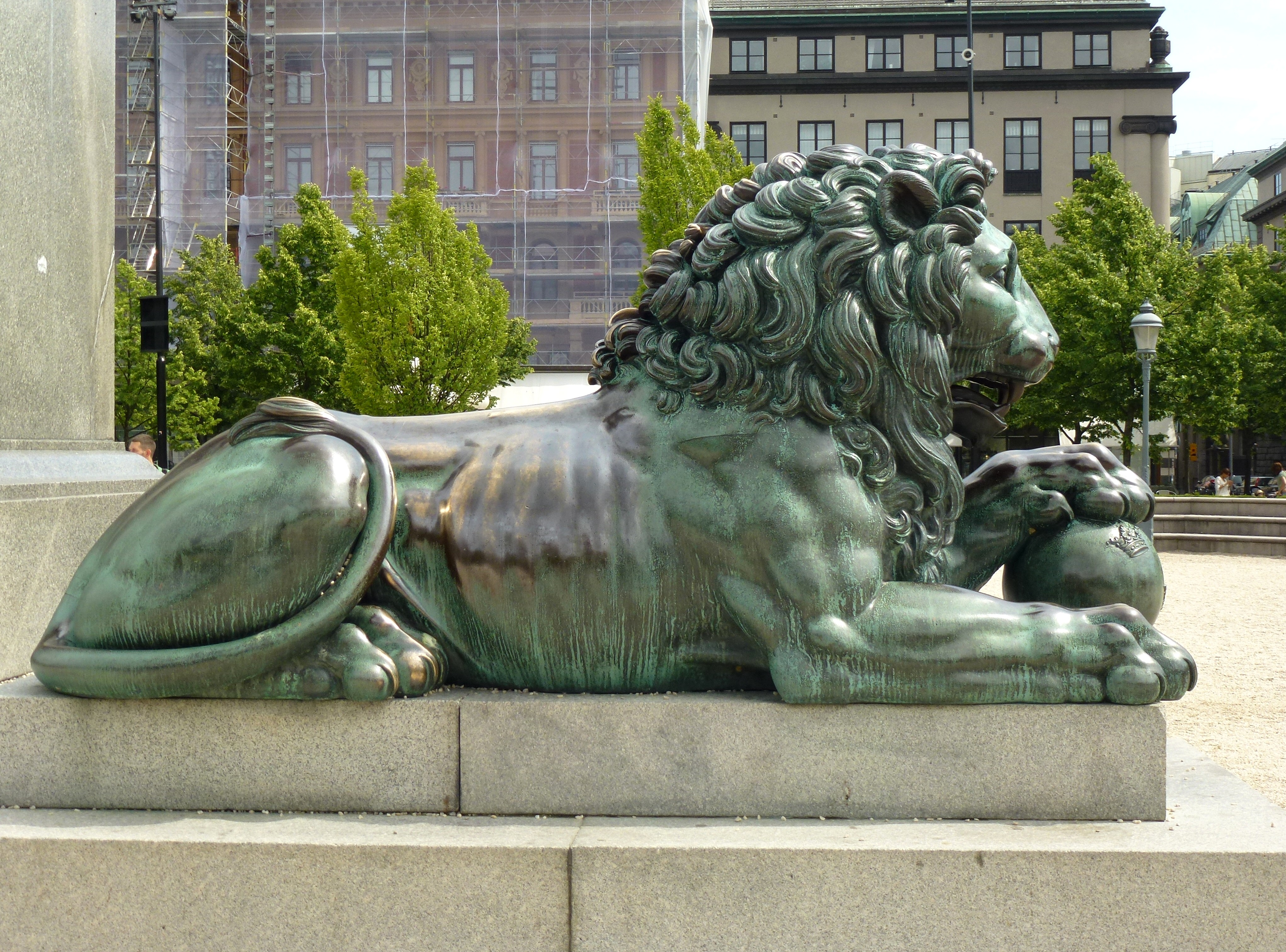
Det sydvästra lejonet med en tass på ett klot, som bär Sveriges tre kronor.
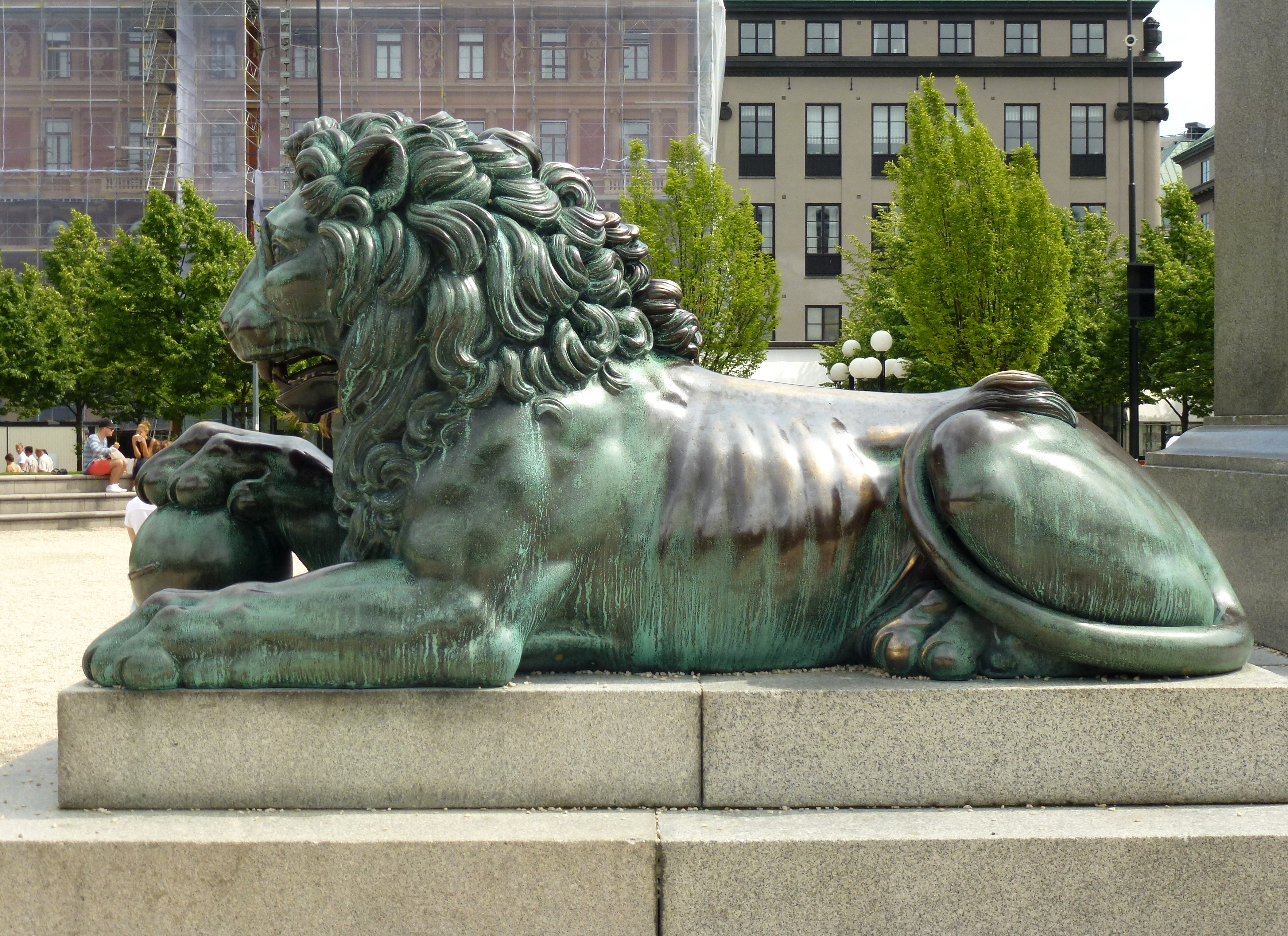
Det nordvästra lejonet med en tass på ett klot, som bär Norges stridsyxa.